# Урал (мотоциклет)
Вижте пояснителната страница за други значения на Урал.
„Урал“ е тежък клас шосейни мотоциклети. Произвеждат се в Ирбитския мотоциклетен завод в гр. Ирбит, Свердловска област, Русия.
Най-често се произвеждат с кош. Съществуват също така и модели със задвижващо колело на коша, след 1955 г. Задвижването може да се изключва и не е диференциално.

## История
Първоначално мотоциклетите носели името М-72, по-късно са наречени „Урал“, „Ирбит“, „Днепр“ от различните заводи-производител. М-72 е копие на немския мотоциклет BMW R-71, създадени около 1939 г. Спорен е въпроса за правата за копиране на германския мотоциклет от руснаците. В това време, същият двигателят на BMW е копиран и от Harley Davidson, това се вижда при моделите XA и XS на Harley Davidson произведени през 1940-те години.
През 1941 година, когато Германия напада СССР, главният руски мотоциклетен завод е преместен от Москва в планината Урал, близо до град Ирбит – извън обсега на германските бомбардировачи. Мотоциклетите се произвеждат и в други заводи, като машиностроителния завод в Горки например, с цел да се увеличи количеството на продукцията. От 1952 г. производство на този тип мотоциклети започва и в Киевския мотоциклетен завод (КМЗ), Украйна.
Мотоциклет, почти идентичен с М-72, е произвеждан и в Китай. През 1950-те години Русия продава известно количество мотоциклети М-72 на Китай. През 1957 година китайците започват да произвеждат свой вариант на М-72, наречен Chang Jiang 750.

## Модели
Днес се произвеждат следните модели: „Турист“, „Турист 2WD“, „Gear-UP“, „Тройка Люкс“, „Ретро“, „Ретро Соло“, „Волк“, „Соло-Классик“, „Геркулес“ (трицикл), „Патруль ДПС“.
Всички тези модели се произвеждат на база на двуцилиндров боксеров четиритактов двигател с обем 750 см3 (45 к.с.). Те притежават 4 степенна скоростна кутия със заден ход. Задвижват се чрез кардан.

## Урал-Турист
- Модел: ИМЗ-8.1037 „ТУРИСТ“
- Габарити ДхШхВ: 2580х1700х1100 мм
- Просвет: 125 мм
- Сухо тегло: 335 кг
- Максимално тегло: 620 кг
- Резервоар: 19 л
- Максимална скорост: 120 км/ч
- Стартер: електростартер и кикстартер